# Aeneis zang VI
Zang VI van de Aeneis is een bewerking van de tocht door de onderwereld uit Homerus’ Odyssee, en is van invloed geweest op de christelijke idee van het vagevuur, en later op Freuds droomanalyses. Het stuk bevat meerdere lagen, en laat zich op verschillende manieren analyseren: naar een morele, een filosofische, en een historische dimensie.

## Zie vooral
- Aeneis voor een overzicht van het gehele epos.
- Aeneas voor een uitvoerige beschrijving van de hoofdpersoon.

## Synopsis van zang VI
Toen Aeneas in Cumae aankwam, besloot hij om daar naar de Sibylle te gaan. Hij wist dat de Sibylle hem toegang kon verschaffen tot de Onderwereld. Zij vertelde hem dat hij zijn doel eens zou bereiken, maar dat hij daarvoor een oorlog moest beginnen. Zij adviseerde hem ook om nooit ontmoedigd te worden. Aeneas kondigde toen aan dat hij af zou dalen richting de Onderwereld opdat hij zijn vader kon ontmoeten. De Sibylle ging akkoord en liet hem de weg zien, nadat Aeneas een ritueel had ondergaan. Samen gingen ze naar een plek omgeven door duisternis, waar ze schaduwen van verschillende mythologische monsters ontmoetten. Terwijl ze dieper en dieper afdaalden, werd de rivier de Styx langzaamaan zichtbaar. Terwijl ze verschillende geesten zagen, vertelde de Sibylle hem dat dit de harten van doden waren geweest die niet begraven waren; zij waren verdoemd tot een zwerftocht van honderd jaar, voordat het hun toegestaan zou worden om de rivier over te steken.
Aeneas zag Palinurus, de stuurman die onlangs op de vaart uit Libye van het achterschip was gevallen en verdronken in zee. Palinurus vroeg Sybille op zijn beurt of hij met hen mee kon gaan naar de Onderwereld, zodat hij niet voor honderd jaar moest zwerven aan de oever van de Styx. De Sibylle weigerde maar stelde Palinurus gerust door te zeggen dat zijn gebeente met offers vereerd zal worden en dat de naam Palinurus eeuwig bewaard zal blijven in het gebied waar hij stierf, de Kaap Palinuro.
Intussen vervolgden zij hun weg en naderden de rivier. De veerman Charon zag hen en weigerde eerst de levende Aeneas over de rivier te zetten. Hij had immers al anderen over de rivier gezet en dit was hem niet in dank afgenomen. Enige tijd later wist de Sibylle hem toch te overtuigen met het eerbiedwaardige geschenk van de noodlotstwijg. Terwijl Charon Aeneas over de rivier roeide ontwaakte Cerberus, de driekoppige waakhond van de hel. Sybille wierp een honingkoek toe, slaapwekkend door bedwelmende kruiden. Het monster slokte de koek hongerig op en enige tijd later lag hij 'begraven' in slaap.
Vooraan de ingang hoorden zij stemmen en luid gehuil van dood geboren kinderzielen. Ook zij die zich onschuldig met eigen hand hadden gedood en het daglicht hatend, waren in droefheid aanwezig in het grote woud. Ook de Fenicische Dido dwaalde. Aeneas sprak haar toe met tedere liefde. Met zijn woorden trachtte Aeneas haar brandend hart en haar norse blik te verzachten. Zij hield haar ogen van hem gekeerd en strak gericht naar de grond. Ze snelde heen en vluchtte vijandig naar het schaduwrijk woud, naar Sychaeus, haar eerste gemaal.

## Verschillende dimensies
Vergilius heeft deze reis onder andere als een moreel leerdicht opgevat. Aeneas’ tocht door de onderwereld toont een zekere "hiërarchie" van zielen, volgens hun voorbije levens op aarde. Deze rangorde is eigenlijk een waarschuwing aan de levenden voor de straffen die na de dood zullen volgen op hun zonden.

### Het morele aspect
Aeneas heeft een eerste ontmoeting met Palinurus, zijn vroegere stuurman, die samen met vele andere zielen de Styx niet over mag, omdat hij geen begrafenis gekregen heeft. "Je ziet hier de stakkers die niet zijn begraven, de veerman is Charon. Het water draagt alleen de begravenen;…" verklaart de Sibylle aan Aeneas. De ethische boodschap is duidelijk: "Begraaf de doden".
Het volledige eerste deel van de tocht wordt gekenmerkt door dit soort morele lessen. Aeneas loopt langs allerlei zondaars die hun straf uitzitten, en de Sibylle legt hem uit wat hun straffen zijn, en waarom. Zo ziet hij zielen van mensen die zich van het leven beroofd hebben (Aeneis, r 434 e.v.), schurken die op aarde hun straf ontlopen zijn (Aeneis, r 560 e.v.), zij die zich voor goden hebben uitgegeven (Aeneis, r 585 e.v.), hun familie verloochend hebben, hun cliënten bedrogen (Aeneis, r 608 e.v.), zich schuldig gemaakt hebben aan slavendrijven en incest (Aeneis, r 621 e.v.), en ga zo maar door. De straffen variëren van zweepslagen (Aeneis, r 557) tot rotsblokken omhoog duwen (Aeneis, r 616).
Ook voor Aeneas zelf zit er een morele les in deze tocht: hij ontmoet Dido opnieuw, en zij wijst hem stilzwijgend op de gevolgen van zijn onaangekondigd vertrek. Eeuwig zal ze, door hem gebroken, ronddwalen in de Treurende Tuinen. "Aeneas, geschokt door haar treurige lot, volgt haar met betraande ogen en wordt van deernis vervuld als zij zich verwijdert." (Aeneis, r475-476)

### Het filosofische aspect
Dit werk werd geschreven tijdens het hoogtepunt van de Stoïcijnse filosofie. Deze had er natuurlijk ook zijn weerslag op, wat zich uit in het filosofische aspect van dit leerdicht. De wijsbegeerte van de Stoa legt zijn zwaartepunt bij de ethiek. Het doet een beetje denken aan het boeddhisme, in die zin dat hier ook het belang van affecten afgewezen wordt. Het stelt een leven in de logos voorop, en is ronduit tegen het zich wentelen in gevoelens en driften (liefde, verdriet, eenzaamheid, …). De apathie, gemoedsrust, kan dan ook alleen bereikt worden door zich te distantiëren van deze affecten.

Vergilius’ beeld van de onderwereld is hierdoor beïnvloed. In de Treurende Tuinen bijvoorbeeld, moeten diegenen die zich bleven wentelen in hun verdriet hun smart blijven dragen in de dood. "Zij die aan kwellend liefdesverlangen wreed zijn bezweken, verschuilen zich hier op verborgen paadjes en worden beschut door mirtenstruiken. Zelfs in de dood blijft de smart hen vervolgen." (Aeneis, r 440-443) In deze tijden zou men zeggen dat intens passioneel liefhebben toch geen zonde kan zijn, volgens de Stoa is dit echter wél het geval. Deze filosofie is natuurlijk nauw verbonden met de morele dimensie van dit werk.

Naar het einde toe, net voor de roemrijke geschiedenis van Rome wordt verteld, geeft vader Anchises een Stoïcijnse uitleg over het reïncarnatieproces: "Allen bezitten een vurige kracht, hun zaad heeft een hemelse oorsprong, dat door de kwalijke last van het lichaam vertraagd wordt en door de stoffelijkheid en sterfelijke leden verstompt raakt. Daardoor voelen zij vrees en verlangen, droefheid en vreugde, en zien niet de lucht vanuit hun blinde en duistere kerker"” (Aeneis, r 731-734). De stoïcijnse verklaring voor deze zin luidt: vrees en verlangen, droefheid en vreugde zijn tekenen van het afstompen van de vurige kracht, en de hemelse oorsprong, die zowel kosmos en logos is. Anderzijds kan men de "blinde en duistere kerker" ook als een verwijzing naar de filosofie van Plato zien, naar de grot waarin de mens gevangen zit, en veelal slechts na de dood uit kan ontsnappen om de echte ideeënwereld te zien, die inderdaad de rationaliteit, de logos is.

### Het historische aspect
Het bekendste deel uit de tocht door de onderwereld is het historisch leerdicht van vader Anchises. Vanaf regel 756 wordt aan Aeneas de toekomst van de Trojanen en de stad Rome verteld: "Welk roem in de toekomst het Trojaanse geslacht zal verwerven, wie van de Italische stam als kind zal worden geboren, roemruchte zielen die een Romeinse naam zullen dragen, zal ik aan jou openbaren, je toekomst zal ik onthullen." (Aeneis, r 756-759) Hierna steekt Anchises een hele redevoering af over de roemruchte toekomst van Rome. Niet alleen de stichting van de stad wordt hierin vermeld (Aeneis, r 777 e.v.), maar ook de hele geschiedenis erna; van Caesar en Augustus, tot het verslaan van de Galliërs. Het mythische en het reële worden hier op gewiekste wijze gemengd, om zo tot een geloofwaardig geheel te komen.

## De persoon van Vergilius
Vergilius (70 - 19 v.Chr.) was een man van zijn tijd. Hij had niet alleen een imitatio en aemulatio van de Ilias en de Odyssea voor ogen bij het schrijven van dit epos, maar stelde ook een didactische functie voorop. Als geen ander wist hij de ethische, religieuze, filosofische, gerechtelijke en historische dimensie van zijn tijd naar voren te brengen, en dit alles zonder zijn werk te laten vervallen in een saaie levenloze uitleg.
Zang zes van de Aeneis is een schoolvoorbeeld van de gelaagdheid van zijn werk. Zowel de morele, filosofische als historische aspecten worden er op ingenieuze wijze met elkaar verstrengeld, tot een hoogstaand semi-didactisch dichtwerk.